# Saint-André-de-l'Eure
Saint-André-de-l'Eure is een gemeente in het Franse departement Eure (regio Normandië). De plaats maakt deel uit van het arrondissement Évreux. Saint-André-de-l'Eure telde op 1 januari 2022 3.903 inwoners.

## Geografie
De oppervlakte van Saint-André-de-l'Eure bedroeg op 1 januari 2022 19,83 vierkante kilometer; de bevolkingsdichtheid was toen 196,8 inwoners per km².

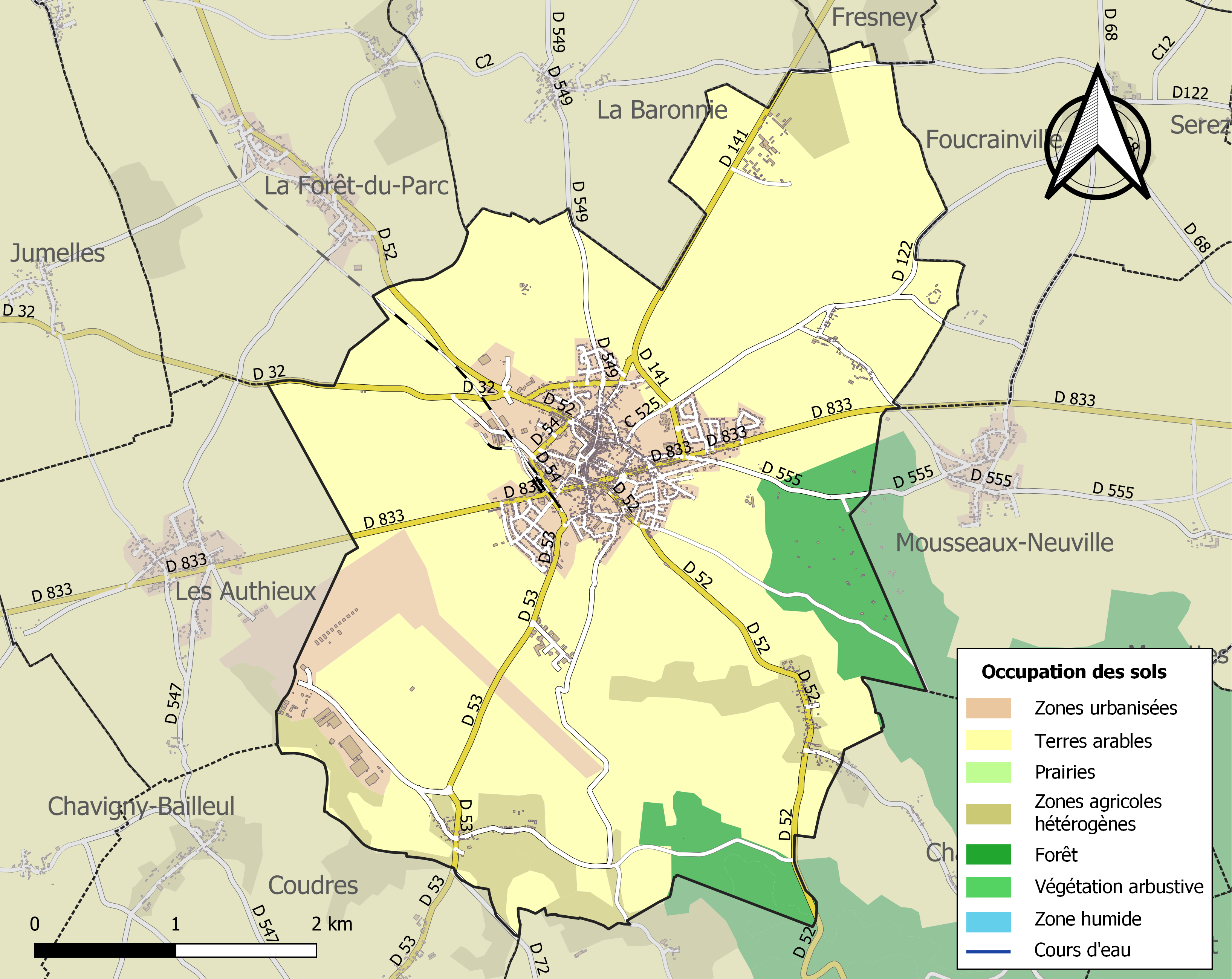
Kaart van de gemeente met belangrijkste infrastructuur, bodemgebruik en omliggende gemeenten

## Demografie
Onderstaande figuur toont het verloop van het inwonertal (bron: INSEE-tellingen).